# Альборан, Пабло
Пабло Море́но де Альбора́н Ферра́ндис (исп. Pablo Moreno de Alborán Ferrándiz; род. 31 мая 1989, Малага) — испанский певец и композитор

## Биография

### Ранние годы
Пабло Альборан — сын испанского архитектора Сальвадора Морено де Альборан Перальта и француженки Элены Феррандис Мартинес. Он также является правнуком Франсиско Морено Фернандеса. У него есть брат Сальвадор и сестра Касильда. С самого раннего возраста Пабло был заинтересован в обучении игре на различных музыкальных инструментах, таких как фортепиано, классическая гитара, гитара фламенко, и акустические гитары, и брал уроки пения у профессиональных артистов в Малаге и Мадриде.

### Карьера
В 2002 году в возрасте 12 лет он сочинил свои первые песни Amor de Barrio («Любовь по соседству») и Desencuentro («Несовпадение»), которые были представлены 10 лет спустя в дебютном альбоме. В Малаге он впервые выступил с группой фламенко в ресторане и получил прозвище El Blanco Moreno («Белый Морено»), потому что он «был очень бледнокожий, а Морено была моя фамилия» (из интервью в начале 2011 г.). Позже Пабло познакомился с продюсером Manuel Illán и записал демо, в которое вошёл кавер на песню Дианы Наварро Deja De Volverme Loca («Перестань сводить меня с ума»). Услышав эту запись, Диана Наварро выразила большую заинтересованность в сотрудничестве с Пабло и стала его музыкальным наставником.
В рамках подготовки к своему первому альбому Пабло Альборан написал в общей сложности 40 песен, из которых был выбран плей-лист. Во время записи альбома, Пабло загрузил несколько песен на YouTube, чем привлек внимание многих, в том числе певицы Келли Роуленд, которая была поражена его голосом. Его видео с тех пор собрали миллионы просмотров.
Песня «Solamente Tú» (Только ты) была выпущена в цифровом формате в Испании 14 сентября 2010 г. в качестве первого сингла из дебютного альбома «Pablo Alborán», который вышел 28 января 2011 г. И сингл, и альбом имели огромный успех, возглавляли испанские музыкальные чарты в течение нескольких недель подряд. Альбом получил множество наград, в том числе «альбом года-2011 RTVE», и был лучшим продаваемым альбомом в 2011 году в Испании, став шестижды платиновым. Следующий сингл «Miedo» (Страх) был выпущен 13 мая 2011 г., но в чартах особо не засветился.
Пабло Альборан начал свой первый мировой тур 27 мая 2011 года в Мадриде во Дворце Vistalegre, и с тех пор выступал во многих странах Латинской Америки, среди которых Аргентина, Чили и Мексика. На волне успеха, он выпустил свой первый концертный альбом «En Acústico» (В акустике) 15 ноября того же года. Он включал в себя акустические версии большинства треков дебютного альбома, а также две новые песни и четыре бонус-трека. Песня «Perdóname» (Прости) была перезаписана с участием португальской певицы Carminho, и выпущена 3 октября 2011 г. в качестве первого сингла с альбома. Этот трек возглавил испанский чарт синглов 13 ноября 2011 г, тем самым помогая «En Acústico» дебютировать на первом месте чарта альбомов через неделю, 20 ноября 2011 г., а в январе 2012 г. возглавить Португальский чарт альбомов.
10 ноября 2011 г. состоялась Latin Grammy Awards-2011, где Пабло Альборан номинировался в категориях: «Песня года» (Solamente Tú), «Лучший новый исполнитель», «Лучший мужской вокальный поп-альбом» (Pablo Alborán). К сожалению, наград не получил.
19 декабря 2011 г. Пабло Альборан получил награду «Лучшая новинка 2011 года» от Los Premios 40 Principales. Оба его альбома «Pablo Alborán» и «En Acústico» были представлены в официальном списке самых продаваемых альбомов 2011 года в Испании, на 1 и 6 местах соответственно, а синглы «Solamente Tú» и «Perdóname» были на 3 и 19 местах среди самых продаваемых песен в Испании в 2011 году.
Вторым синглом из альбома «En Acústico» был «Te He Echado de Menos» (Я скучал по тебе), вышедший 28 февраля 2012 г. и добравшийся до вершин испанских чартов.
Сделав небольшой перерыв в многочисленных выступлениях, Пабло засел в студии и выпустил 9 сентября 2012 г. сингл «Tanto» (Столько), стремительно ворвавшийся в хит-листы Испании. А 6 ноября появился и одноимённый альбом «Tanto».
15 ноября 2012 г. состоялась Latin Grammy Awards-2012, где Пабло Альборан номинировался в категории «Лучший современный поп-альбом» (En Acústico), но остался без награды.

## Дискография

### Альбомы
| Название                                                                                | Дополнительная информация                       | Наивысшая позиция в чартах | Наивысшая позиция в чартах | Наивысшая позиция в чартах | Наивысшая позиция в чартах | Наивысшая позиция в чартах | Сертификации               |
| Название                                                                                | Дополнительная информация                       | SPA                        | MX                         | POR                        | US Latin                   | US Latin Pop               | Сертификации               |
| --------------------------------------------------------------------------------------- | ----------------------------------------------- | -------------------------- | -------------------------- | -------------------------- | -------------------------- | -------------------------- | -------------------------- |
| Pablo Alborán                                                                           | - Выпущен: 1 февраля 2011 - Лейбл: EMI Music    | 1                          | 50                         | 6                          | 55                         | 14                         | - SPA: 6× Платиновый диск  |
| Tanto                                                                                   | - Выпущен: 6 ноября 2012 - Лейбл: EMI Music     | 1                          | —                          | 1                          | 46                         | 18                         | - SPA: 10× Платиновый диск |
| Terral                                                                                  | - Выпущен: 11 ноября 2014 - Лейбл: Warner Music | 1                          | —                          | 2                          | 2                          | 1                          | - SPA: 5× Платиновый диск  |
| Prometo                                                                                 | - Выпущен: 17 ноября 2017 - Лейбл: Warner Music | 1                          | —                          | 2                          | 11                         | 3                          | - SPA: 6× Платиновый диск  |
| «—» indicates the album was not released in that country, or was unable to chart there. |                                                 |                            |                            |                            |                            |                            |                            |

### Живые альбомы
| Название    | Дополнительная информация                    | Наивысшая позиция в чартах | Наивысшая позиция в чартах | Сертификации              |
| Название    | Дополнительная информация                    | SPA                        | POR                        | Сертификации              |
| ----------- | -------------------------------------------- | -------------------------- | -------------------------- | ------------------------- |
| En Acústico | - Выпущен: 15 ноября 2011 - Лейбл: EMI Music | 1                          | 1                          | - SPA: 8× Платиновый диск |

### Синглы

#### Как основной артист
| Год  | Название                                 | Наивысшая позиция в чартах | Наивысшая позиция в чартах | Наивысшая позиция в чартах | Альбом        |
| Год  | Название                                 | SPA                        | US Latin                   | US Latin Pop Airplay       | Альбом        |
| ---- | ---------------------------------------- | -------------------------- | -------------------------- | -------------------------- | ------------- |
| 2010 | «Solamente Tú»                           | 1                          | 35                         | 13                         | Pablo Alborán |
| 2011 | «Miedo»                                  | 40                         | —                          | —                          | Pablo Alborán |
| 2011 | «Perdóname» (feat. Carminho)             | 1                          | —                          | —                          | En acústico   |
| 2012 | «No te olvidaré»                         | 37                         | —                          | —                          | En acústico   |
| 2012 | «Te He Echado de Menos»                  | 2                          | —                          | —                          | En acústico   |
| 2012 | «Tanto»                                  | 2                          | 49                         | 29                         | Tanto         |
| 2013 | «El Beso»                                | 1                          | —                          | —                          | Tanto         |
| 2013 | «Quién»                                  | 1                          | —                          | —                          | Tanto         |
| 2013 | «Éxtasis»                                | 16                         | —                          | —                          | Tanto         |
| 2013 | «Dónde Está el Amor» (feat. Jesse & Joy) | 32                         | 16                         | 8                          | Tanto         |
| 2014 | «Por Fin»                                | 1                          | —                          | 20                         | Terral        |
| 2014 | «Pasos de Cero»                          | 1                          | —                          | —                          | Terral        |

#### С участием
| Год  | Название | Наивысшая позиция в чартах | Альбом                        |
| Год  | Название | SPA                        | Альбом                        |
| ---- | --- | -------------------------- | ----------------------------- |
| 2012 | «Cuestión de Prioridades por el Cuerno de África» (Melendi feat. Dani Martín, Pablo Alborán, La Dama, Rasel, Malú & Carlos Baute) | 36                         |                               |
| 2013 | «Vuelvo a Verte» (Malú feat. Pablo Alborán)                                                                                       | 1                          | Dual                          |
| 2013 | «La de la Mala Suerte» (Jesse & Joy feat. Pablo Alborán)                                                                          | 17                         | ¿Con Quién Se Queda El Perro? |
| 2014 | Solamente Tù (feat. Pablo Alborán, Damien Sargue)                                                                                 |                            | Latin Lovers                  |

 también canto con Demi Lovato